# Passato e presente (Marcella Bella)
Passato e presente è un album della cantante italiana Marcella Bella, pubblicato dalla Sony nel 2002.

## Tracce
1. Fa chic
2. Rio de Janeiro
3. Il colore rosso dell'amore
4. La regina del silenzio
5. Nessuno mai
6. Abbracciati
7. Nell'aria (Spanish version)
8. L'ombra del cuore
9. Montagne verdi
10. Il colore rosso dell'amore (Extended Version)

## Formazione
- Marcella Bella – voce
- Danilo Minotti – chitarra
- Marco Forni – tastiera, programmazione, pianoforte
- Lalla Francia, Paola Folli, Moreno Ferrara – cori

## Classifiche
| Classifica (2002) | Posizione massima |
| ----------------- | ----------------- |
| Italia            | 50                |